# Estennis
Estenis o Estennis (Sthenis o Sthennis, Σθένις, Σθέννις fou un escultor grec d'Olint, esmentat per Plini com a contemporani de Lisip i altres vers l'olimpíada 114 (323 aC). Fou contemporani també de Leòcares que va florir vers 370 aC-335 aC
Les seves obres foren:
- Estàtues de Ceres, Júpiter i Minerva al temple de la Concòrdia a Roma
- Flentes matronas, et adorntes, sacrificantesque
- Estàtua d'Autolycus (a Sinope, portada per Lucul·le a Roma)
- Estàtues de Pital i Queril vencedors olímpics

Resten algunes inscripcions; una d'elles a una estàtua del filòsof Bió, porta gravat  ΣΘΝΝΙΣ ΕΠΟΙΕΙ. Una altra trobada a Atenes el 1840 porta dues inscripcions:  ΣΘΕΝΝΙΣ ΕΠΟΗΣΕΝ, i ΛΕΩΧΑΠΗΣ ΕΠΟΗΣΕΝ.